# Delahaye 175
Delahaye 175 är en personbil, tillverkad av den franska biltillverkaren Delahaye mellan 1947 och 1951.
Delahaye 175 var en större version av Type 135, uppgraderad med De Dion-axel bak. Marknaden för stora bilar i Frankrike var försumbar efter andra världskriget, på grund av skattesystemet och modellen försvann snart.